# Inuri (equip ciclista)
L'equip Inuri va ser un equip ciclista espanyol que competí només el 1964.
No s'ha de confondre amb el Inuri-Margnat Paloma.

## Principals resultats
- Pujada a Arrate: Joaquín Galera (1964)

### A les grans voltes
- Volta a Espanya
  - 1 participacions (1964)
  - 1 victòries d'etapa:
    - 1 al 1964: Julio Sanz

  - 0 classificació final:
  - 0 classificacions secundàries:

- Tour de França
  - 0 participacions

- Giro d'Itàlia
  - 0 participacions